# Antona myrrha
Antona myrrha är en fjärilsart som beskrevs av Pieter Cramer 1775. Antona myrrha ingår i släktet Antona och familjen björnspinnare. Inga underarter finns listade i Catalogue of Life.